# Jellisonia ironsi
Jellisonia ironsi är en loppart som först beskrevs av Eads 1947.  Jellisonia ironsi ingår i släktet Jellisonia och familjen fågelloppor. Inga underarter finns listade i Catalogue of Life.